# Dycladia anduzei
Dycladia anduzei är en fjärilsart som beskrevs av Lechy 1943. Dycladia anduzei ingår i släktet Dycladia och familjen björnspinnare. Inga underarter finns listade i Catalogue of Life.